# UTC+5:40
UTC+5:40 е часово време, използвано в миналото като приближение за непалско време, което базирано на географското местоположение на столицата Катманду е UTC+5:41:16.
През 1986 непалското време се установява на UTC+5:45.